# Mortonia effusa
Mortonia effusa är en benvedsväxtart som beskrevs av Nicolai Stepanowitsch Turczaninow. Mortonia effusa ingår i släktet Mortonia och familjen Celastraceae. Inga underarter finns listade.